# Glen Hansard

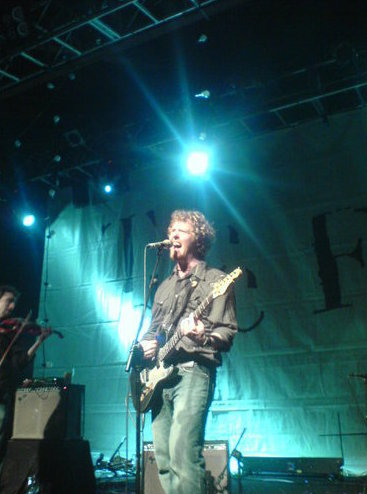
Glen Hansard, live på Vicar Street i Dublin, 31 december 2006.

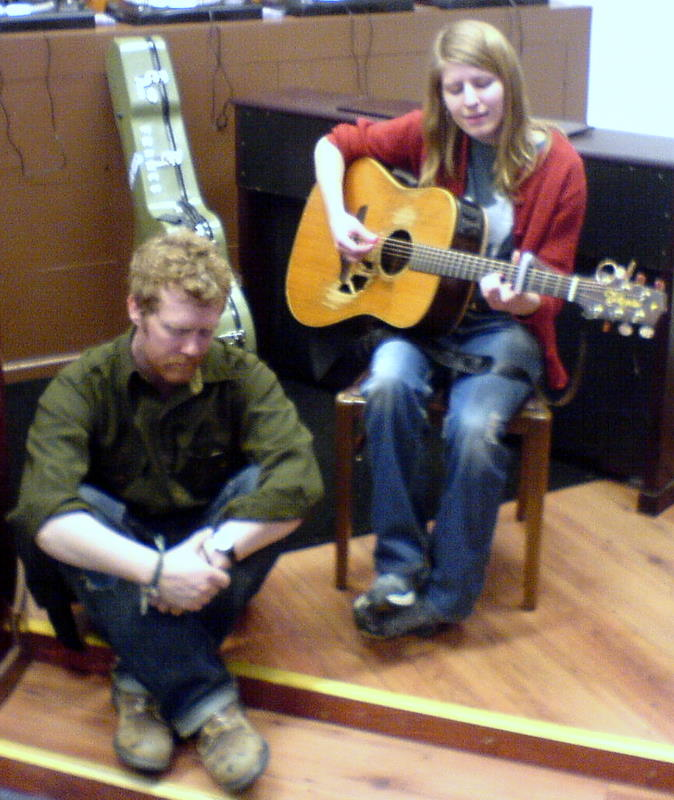
Hansard och Irglová under en konsert i Derry, Nordirland i april 2006.

Glen Hansard, född 21 april 1970 i Dublin i Irland, är en irländsk låtskrivare, Oscarsvinnare och skådespelare, samt sångare i den irländska gruppen The Frames.
Glen Hansard slog igenom med bandet The Frames. Dessförinnan var han gatumusiker på Dublins gator tillsammans med Mic Christopher. Efter Christophers död har Hansard tillägnat vartenda album till honom. Han har också fulländat Christophers album "Skylarkin'" och hjälpt till att ge ut det.
I november 2008 var Glen, tillsammans med Markéta Irglová och de andra från The Frames, i Göteborg och höll en intim konsert i Stenhammarsalen.

## Karriär
Hansard hoppade av skolan vid 13 års ålder för att bli gatumusikant i Dublin. Han fick en större publik efter medverkan som gitarrspelaren Outspan Foster i filmen The Commitments. Rollen fick han efter att han hade gått på New York Film Academy. 2003 var han programledare på RTÉ för TV-programmet Other Voices: Songs from a Room, som visade irländska musiktalanger.
22 april 2006 släppte han sitt första soloalbum, The Swell Season, på Overcoat Recordings. Det var ett samarbete med tjeckiska sångerskan Markéta Irglová, Marja Tuhkanen från Finland på fiol och altfiol och Bertrand Galen från Frankrike på cello. Hansard tillbringade även en hel del tid framför kameran under 2006 i filmen Once. I filmen spelar Hansard en gatumusiker från Dublin och Irglová spelar en immigrerad gatuförsäljare. Filmen hade amerikansk premiär på Sundance Film Festival år 2007 och fick festivalens "World Cinema Audience Award". Under reklamkampanjen för filmen började Hansard och Irglová dejta. Hansards kommentar till förhållandet var: "Jag hade varit kär i henne länge, men intalade mig själv att hon bara är ett barn." En av låtarna de skrev tillsammans för filmen, "Falling Slowly", vann en Oscar för bästa sång i februari 2008. Hansard blev den första irlandsfödda personen att vinna det priset. Hansard och Irglová spelade även in en version av Bob Dylans låt "You Ain't Goin' Nowhere" för filmen I'm Not There år 2007.
Vid sidan om projekten med The Frames och Irglová har han även varit med på 2006 års välgörenhetsalbum för Oxfam, The Cake Sale. Hansard har även spelat in några coverlåtar, både ensam och med bandkamraten Colm Mac Con Iomaire för Today FM:s skivor Even Better than the Real Thing. Hans covers är bland andra Justin Timberlakes "Cry Me A River" och Britney Spears "Everytime".

## Priser och nomineringar

### Nomineringar
- Grammy Award 2008 (50th Annual Grammy Awards) Bästa sång skriven för film, TV eller annan visuell media - "Falling Slowly" från Once.

### Priser
- Oscar 2008 Bästa sång - "Falling Slowly" från Once.

## Influenser
Hansard har sagt om sina influenser: "I vårt hus när jag var liten fanns det en helig treenighet, den var Leonard Cohen, Van Morrison och Bob Dylan med Dylan i centrum." Hansard och The Frames turnerade som förband till Bob Dylan i Australien och Nya Zeeland i augusti 2007. Hansard brukar ofta spela Van Morrison-låtar under sina konserter.